# (6110) Kazak
(6110) Kazak (1978 NQ1) – planetoida z pasa głównego asteroid okrążająca Słońce w ciągu 3 lat i 72 dni w średniej odległości 2,17 j.a. Została odkryta 4 lipca 1978 roku.